# Yoon Park
Yoon Park (kor. 윤박; ur. 18 listopada 1987 w Seulu) – południowokoreański aktor.

## Kariera
Yoon Park zadebiutował jako aktor w 2012 roku. Pierwszą umowę podpisał z firmą SM Entertainment, jednak gdy kontrakt z nią wygasł, Yoon Park dołączył w 2013 roku do JYP Entertainment. W 2021 podpisał kontrakt z agencją H& Entertainment.

## Życie prywatne
3 maja 2023 roku Yoon Park ogłosił na swoim koniec w serwisie społecznościowym, że bierze ślub. 2 września tego samego roku wziął ślub z południowokoreańską modelką Kim Soo-bin.

## Filmografia

### Filmy
- 2012: Tae-Kwon, Do-Reul Ah-Shib-Ni-Kka jako przyjaciel Seok-ho
- 2013: Seoul-yeon-ae jako Sang-won
- 2016: Sik-gu jako Jae-goo
- 2019:
  - Je-bi jako Seo Jin-woo
  - Gwang-dae-deul jako Jin-sang

### Seriale
- 2013:
  - Sa-lang-hae-seo Nam-ju-na jako Kim Joon-seong
  - Ssa-choon-gi Me-deul-li jako Lee Won-ii
  - Goot-dak-teo jako Woo Il-kyu
- 2014:
  - Ri-set jako Kim In-seok
  - Ga-jog-kki-li wae i-lae jako Cha Kang-jae
- 2015: Yeo-wang-eui Kkoch jako Park Jae-joon
- 2016:
  - Cheong-chun-si-dae jako Park Jae-wan
  - Dol-a-wa-yo a-jjeo-ssi jako Jeong Ji-hoon
- 2017:
  - Ma-sul-hak-gyo jako Jay
  - Nae-seong-jeok-in bo-seu jako Kang Woo-il
  - Deo Pae-ki-ji jako tajemniczy mężczyzna/Yoon Soo-soo
- 2018:
  - Li-gal-ha-i jako Kang Ki-seok
  - The Tuna and the Dolphin jako Han Woo
  - Ra-di-o Ro-maen-seu jako Lee Kang
- 2019: Sa-rang-eun Byu-ti-pul Insaeng-eun Won-deo-pul jako Moon Tae-rang
- 2020:
  - San-hu-jo-ri-won jako Kim Do-yoo
  - Sseo-chi jako Song Min-gyoo
  - Ssang-gab-po-cha
  - Itaewon Class jako Kim Sung-hyun
- 2021: You Are My Spring jako Chae Joon/Choi Jung-min/doktor Ian Chase
- 2022:
  - Paenleteoleul bonaejuseyo jako Bang Jeong-seok
  - Prognozy pogody i miłości jako Han Gi-joon
- 2023: Iloun sagi jako Go Yo-han
- 2024: Doktor Kryzys jako Bin Dae-yeong

## Teatr
- 2016: Mangwon-dong Brothers jako Oh Young-joon[4]
- 2017: Three Days of Rain jako pieszy/Ned[3]

## Nagrody i nominacje
Yoon Park wygrał w 2018 roku KBS Drama Awards w kategorii "Excellence Award, Actor in a One Act/Special/Short Drama" za rolę w serialu The Tuna and the Dolphin.